# Blake Mott
Blake Mott (* 21. April 1996 in Caringbah, New South Wales) ist ein australischer Tennisspieler.

## Karriere
Blake Mott spielt hauptsächlich auf der ATP Challenger Tour und der ITF Future Tour. Er gewann bislang zwei Titel im Einzel auf der Future Tour und in Launceston 2016 den einzigen Challenger-Titel.

## Erfolge
| Legende (Anzahl der Siege)  |
| Grand Slam                  |
| ATP World Tour Finals       |
| ATP World Tour Masters 1000 |
| ATP World Tour 500          |
| ATP World Tour 250          |
| ATP Challenger Tour (1)     |

### Einzel

#### Turniersiege
| Nr. | Datum           | Turnier    | Belag     | Finalgegner    | Ergebnis       |
| --- | --------------- | ---------- | --------- | -------------- | -------------- |
| 1.  | 7. Februar 2016 | Launceston | Hartplatz | Andrei Golubew | 6:74, 6:1, 6:2 |